# Arsène Lupin joue et perd
Pour les articles homonymes, voir Arsène Lupin (homonymie).
Arsène Lupin joue et perd est une mini-série française en 6 épisodes de 52 minutes, adaptée par Alexandre Astruc et Roland Laudenbach du roman 813 de Maurice Leblanc et diffusée du 12 au 27 décembre 1980 sur Antenne 2.

## Synopsis
Au Grand Hotel Palace, le gentleman-cambrioleur Arsène Lupin rend visite au richissime M. Kesselbach, qui a récemment déposé au coffre de sa banque une mystérieuse cassette et le double d'une lettre codée qui se trouvait dans un portefeuille de maroquin noir. Lupin et ses complices semblent plus intéressés par un secret de la plus haute importance dans lequel est impliqué un certain Pierre Leduc que par les diamants de Kesselbach. Lupin s'en va, et plus tard on retrouve Kesselbach assassiné. Le gouvernement et le public réclament la tête de Lupin, mais son ennemi juré le chef de la Sûreté, M. Lenormand, sait bien et dit haut et fort que « Arsène Lupin vole, mais ne tue pas ». Il entreprend (maladroitement) de démêler l'affaire…

## Distribution
- Jean-Claude Brialy : Arsène Lupin
- Christiane Krüger : Dolorès Kesselbach
- Maurice Biraud : Inspecteur Weber
- François Maistre : le président Valenglay
- Marco Perrin : Gourel
- François Perrot : le baron Altenheim
- Sacha Briquet : Doudeville
- Hubert Deschamps : Steinweg
- Anton Diffring : Guillaume II
- Jeanne Goupil : Catherine
- Gérard Lecouvey : Le réceptionniste de l'hôtel
- Patrice Melennec : Marco
- Jacques Duby : Monsieur Formerie
- Christian Chauvaud : Le crieur de journaux
- Jacques Dacqmine : Monsieur Kesselbach
- Valérie Pascale : Isilda